# Campeonato de Australia 1962
Lista de los campeones del Abierto de Australia de 1962:

## Individual masculino
Rod Laver (AUS) d. Roy Emerson (AUS),  8–6, 0–6, 6–4, 6–4

## Individual femenino
Margaret Court (AUS) d. Jan Lehane O'Neill (AUS),  6–0, 6–2

## Dobles masculino
Roy Emerson/Neale Fraser (AUS)

## Dobles femenino
Margaret Court (AUS)/Robyn Ebbern (AUS)

## Dobles mixto
Lesley Turner Bowrey (AUS)/Fred Stolle (AUS)
| Predecesor: 1961                                       | Abierto de Australia 1962 | Sucesor: 1963                         |
| Predecesor: Campeonato nacional de Estados Unidos 1961 | Grand Slam 1962           | Sucesor: Torneo de Roland Garros 1962 |

- Datos: Q2718203